# Summer Jamboree
Il Summer Jamboree è un festival musicale internazionale incentrato sulla cultura e la musica degli anni quaranta e cinquanta. La manifestazione, che si svolge ogni anno dal 2000 a Senigallia, è ideata e organizzata dalla Società Summer Jamboree (in precedenza Associazione culturale Summer Jamboree) ed è promossa con il sostegno del Comune di Senigallia.
Il festival, a ingresso gratuito, si tiene in estate, per la durata di dieci giorni, con inizio, di solito, dall'ultimo weekend di luglio. La manifestazione coinvolge l'intera città: bar, locali e luoghi simbolici (Foro Annonario, Piazza del Duca, Piazza Garibaldi, la Rotonda i giardini della Rocca Roveresca,...) si addobbano a tema.
Il nome è traducibile come raduno, festa o baldoria estiva; l'origine della parola inglese jamboree è incerta.

## Storia

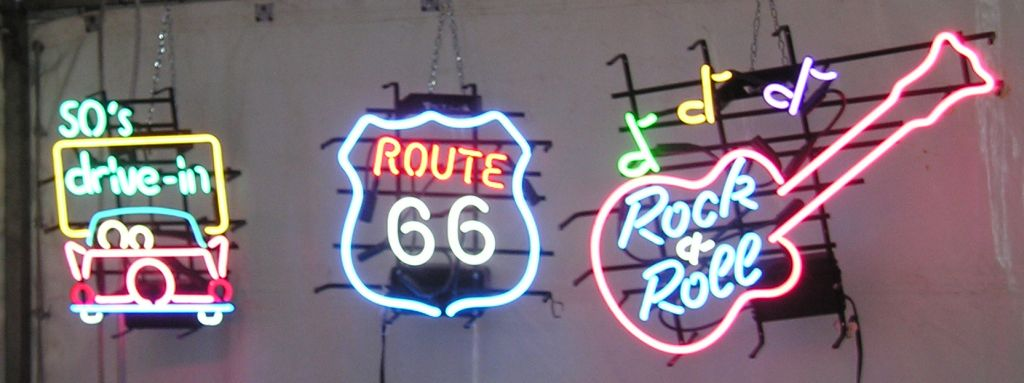
Insegne a tema

La prima edizione, nel 2000, durò un solo giorno con l'esibizione di quattro gruppi musicali. L'anno successivo si ebbe un maggior partecipazione, ma è nel 2002 che il festival inizia a ricevere l'attenzione dei mass media, accrescendo la sua popolarità in Italia.
L'edizione del 2003 è quella che consacra il "Summer Jamboree" tra i primi tre in Italia nel suo genere, e il primo gratuito. Nel 2005 il festival attrae complessivamente circa centomila persone durante i sette giorni dell'evento e nei tre giorni di pre-festival; solo alla serata finale hanno partecipato quarantamila persone.
L'edizione del 2015, nei 10 giorni di evento, ha contato circa 400.000 presenze, mentre l'edizione del 2017, durata 12 giorni, ha registrato il record di 420.000 presenze. La presenza di 400.000 spettatori anche nell'edizione 2018 conferma il grandissimo successo della manifestazione.
L'edizione del 2020 non si è tenuta a causa della Pandemia di COVID-19 del 2020 in Italia.

## Musica

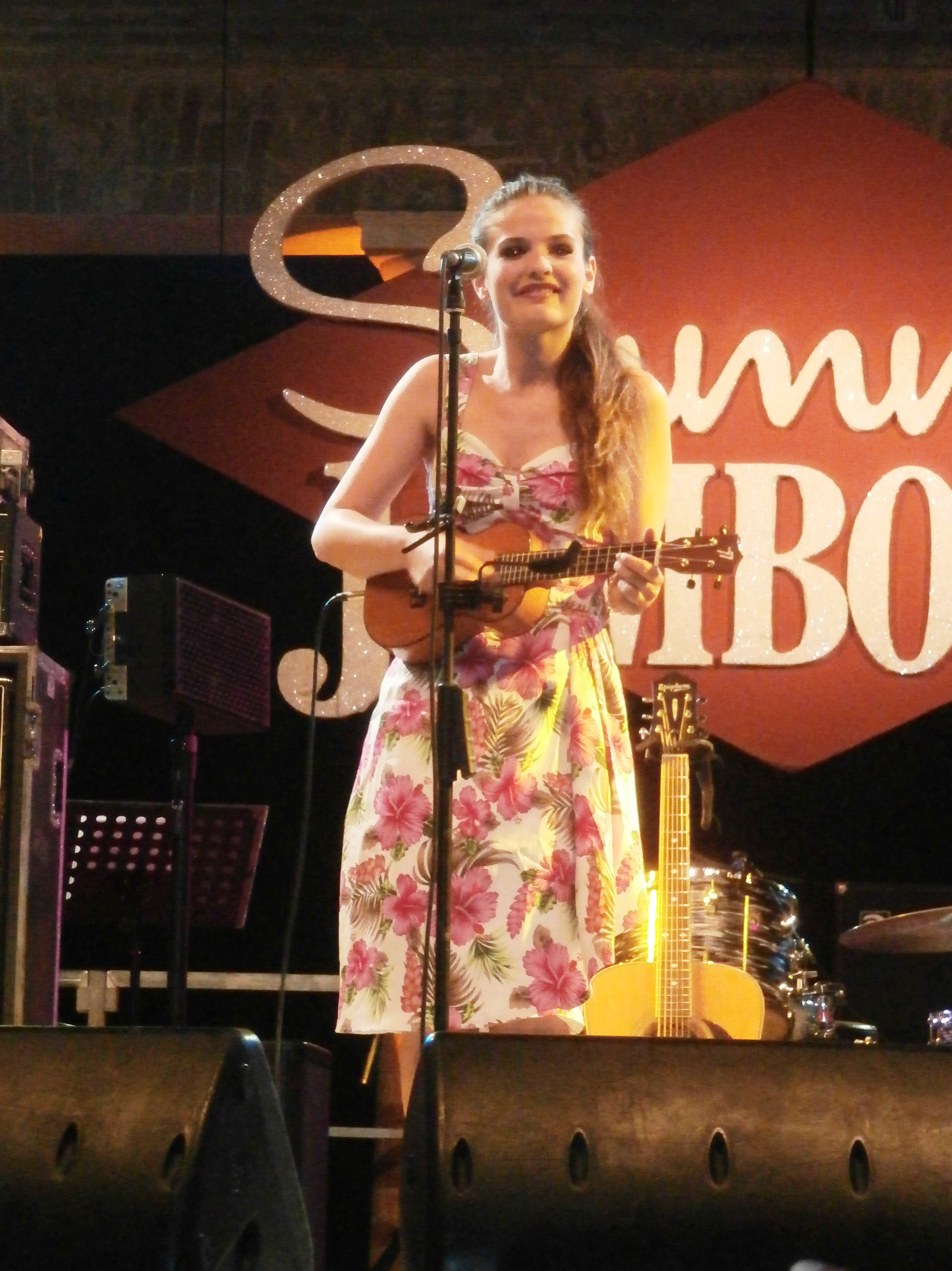
Performance di Violetta al Jamboree Festival del 2014

Nei dieci giorni di festival, si svolgono molti concerti dal vivo e dj set di swing, rock and roll, jive, doo-wop, rhythm'n'blues, hillbilly e western swing, con lezioni di ballo tenute da insegnanti esperti; partecipano molti musicisti provenienti dall'estero (USA, Inghilterra, Germania, Russia, Paesi Bassi, Portogallo, Finlandia, Francia), artisti affermati e nuove promesse.
Tra i nomi che hanno partecipato nel corso degli anni si possono ricordare Ben E. King (USA), Duane Eddy (USA), Billy Lee Riley (USA), Big Jay Mac Neely (USA), Sid & Billy King (USA), Huelyn Duvall (USA), Charlie Gracie (USA), Jimmy Clanton (USA), Ray Campi (USA), Jimmy Cavallo (USA), Stray Cats (USA), James Burton (USA), Wanda Jackson (USA), Lloyd Price (USA)...
Nell'edizione 2006, si sono esibiti i Collins Kids (USA) e per la prima volta un'intera serata è stata dedicata all'inventore del Rock'n'Roll Alan Freed, un disc jockey negli Stati Uniti che assieme a Sam Phillips, fu il primo a rendersi conto del suo impatto e a renderla popolare dandogli anche un nome.
(Alan Freed)

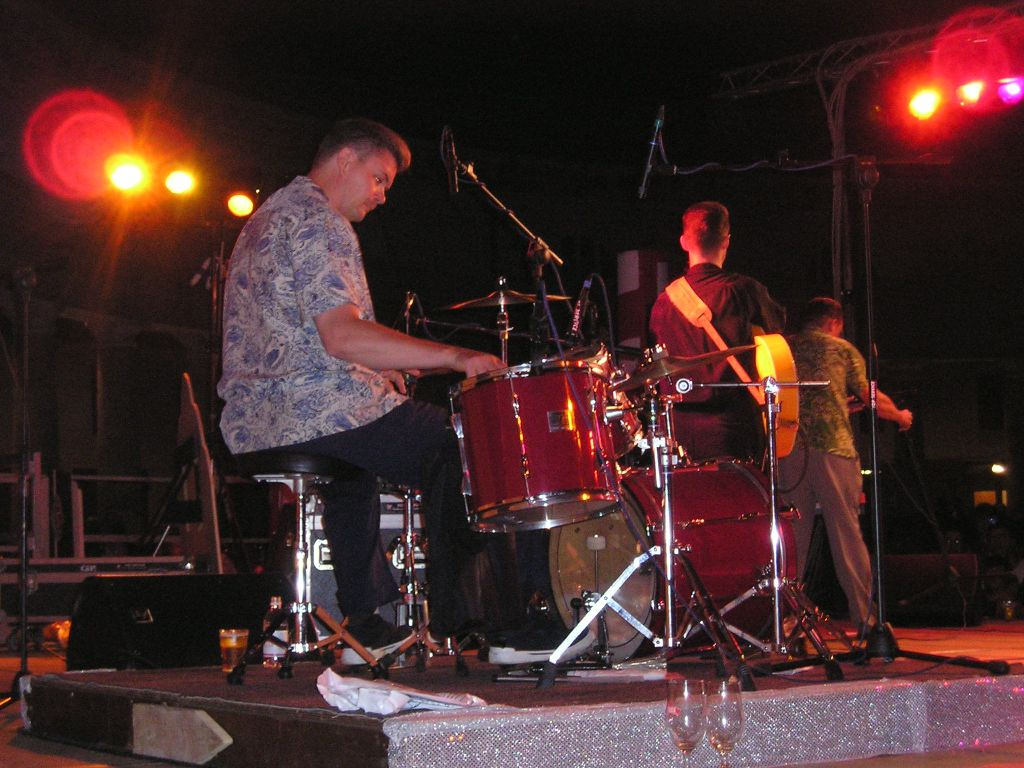
Musicisti in concerto

Nell'edizione 2007, dal 18 al 26 agosto, si è esibito, fra gli altri, The Killer Jerry Lee Lewis. Ospite eccezionale, lo stesso anno, fu anche Dita Von Teese che propose tre performance dei suoi sensazionali burlesque.
Nell'edizione 2008, dal 18 al 24 agosto, hanno fatto tappa a Senigallia gli Stray Cats, nell'ambito del tour europeo Farewell Tour.
Nell'edizione 2010, svoltasi dal 31 luglio all'8 agosto, si è esibito Chuck Berry. Nel 2019 arrivano per un grande concerto in spiaggia in esclusiva anche i Los Lobos (USA)

## Altro

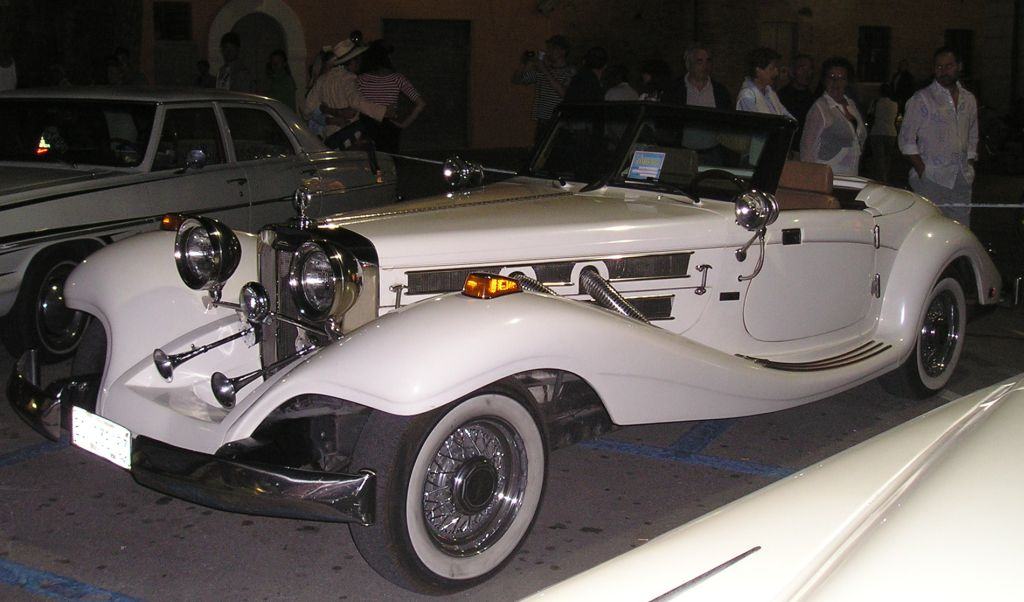
Auto d'epoca al Summer Jamboree

Gli stand vendono oggetti di modernariato: juke box, cappelli, gadget, quadri, chitarre, oggetti country, dischi in vinile, CD, scarpe bicolore, abbigliamento nuovo e usato, lingerie d'epoca, e tutto ciò che riguarda la cultura di quegli anni. Durante il "Summer Jamboree" ci sono anche barbieri e parrucchiere che eseguono tagli in stile. Particolare è la sfilata di auto d'epoca, con l'esibizione di modelli risalenti al periodo che costituisce il tema del festival.
L'area della ristorazione, con il Cajun and Tex-Mex Diner, offre piatti dei cajun della Louisiana e dei popoli che vivono lungo la frontiera tra Stati Uniti d'America e Messico: pieni di spezie, come " Jambalaya", chili con carne, chicken fajitas con guacamole, quesada y nopales, Kentucky Fried Chicken, Southwestern Bar-be-que, srhimps and sausage etouffé e "enchiladas"
Tra gli appuntamenti particolari vi è il Burlesque Show, lo spogliarello d'epoca nato nell'Inghilterra vittoriana e tornato in auge negli anni del festival grazie alle esibizioni di Dita Von Teese e delle Sickgirl in Italia.
Evento nell'evento è il Big Hawaiian Party: happening di musica dal vivo e ballo che si svolge sulla spiaggia di Senigallia, dalle 5 del pomeriggio sino alle prime luci del mattino successivo.

## Artisti delle varie edizioni
The legends
- Ben E. King | USA
- Big Jay McNeely | USA
- Bill Haley's Original Comets | USA
- Billy Lee Riley | USA
- Bobbettes | USA
- Brian Hyland | USA
- Carl Mann | USA
- Charlie Gracie | USA
- Chuck Berry | USA
- Cleftones | USA
- Clem Sacco | ITA
- Collins Kids | USA
- Chris Montez | USA
- Dale Hawkins | USA
- Danny and The Juniors | USA
- Duane Eddy | USA
- Edoardo Bennato | ITA
- Freddie “Boom Boom” Cannon | USA
- Frankie Lymon’s original Teenagers | USA
- Freddy Bell | USA
- Hayden Thompson | USA
- Gary US Bonds | USA
- Gaynel Hodge | USA
- Gene Summers | USA
- Huelyn Duvall | USA
- James Burton | USA
- Jerry Lee Lewis | USA
- Jimmy Cavallo | USA
- Jimmy Clanton | USA
- Jimmy Gallagher | USA
- Johnny Farina | USA (Santo & Johnny)
- Johnny Powers | USA
- Lew Williams | USA
- Lloyd Price | USA
- Lynda Gail Lewis | USA
- Los Lobos | USA
- Marshall Lytle | USA
- Marvin Rainwater | USA
- Narvel Felts | USA
- Ray Campi | USA
- Ray Sharpe | USA
- Roddy Jackson | USA
- Sid & Billy King | USA
- Sleepy La Beef | USA
- Surf City All Stars feat. David Marks (Beach Boys) and Dean Torrence (Jan & Dean) | USA
- Sonny Burgess | USA
- Sonny West | USA
- Stray Cats | USA
- Stan Zizka’s Del Satins | USA
- Tommy Hunt | USA
- Tommy Sands | USA
- Wanda Jackson | USA
- Wee Willie Harris | UK
- WS "Fluke" Holland | USA

Plus
- 49 Special | ES
- Abbey Town Jump Orchestra | ITA
- Ace's Trio | ITA
- Adels | ITA
- Alabama Slammers | UK
- Angel Maria Torres y sus Ultimos Mambolleros | CH
- Annita & The Starbombers | NL
- Arsen Roulette | USA
- Avenue X | USA
- Beackseat Boogie | ITA
- Barbara Clifford | USA
- Barnshakers | FIN
- Barnstompers | NL
- Barrence Whitfield | USA
- Bellfuries | USA
- Benny and the Cats | ITA
- Big Four | GER/NL
- Big Heat | UK
- Big Sandy and his Fly-Rite Boys | USA
- Billy and The Crazy Dogs | ARG
- Black Crabs | USA
- Blasco Small Combo | ITA
- Blasting Gelatins | ITA
- Blues Boppers | ITA
- Blues Willies | ITA
- Boop Sisters | ITA
- Boppin' Kids | ITA
- Boppin' Steve | SW
- Bricats | GER
- Cadillac Angels | USA
- Capitan Jive | ITA
- Capone Bros. |ITA
- Cari Lee and The Saddle Ites | USA
- Carl Sonny Leyland | USA
- Charlie Cannon | USA
- Charlie Thompson | UK
- Chazz Cats | USA
- Cherry Casino & The Gamblers | GER
- Coco Calypso and Her Slicing Sand Boys | UK
- Cordwood Draggers | UK
- Crazy String | ITA
- Crystalairs | GER
- Daddy-O Grande | USA
- Dagous Ket Ramblers | F
- Dale Rocka and The Volcanos | ITA
- Danny Santos & The Savoys | USA
- Dave & Deke Combo | USA
- Dave Stuckey's Rhythm Gang | USA
- Deke Dickerson | USA
- Diego Geraci | ITA
- Di Maggio Bros. | ITA
- Ding Dong Daddyo's | UK
- Domestic Bumblebees | SVE
- Down Home | ES
- Dragons | ITA
- Dr. Snout & his Hogs of Rhythm | FIN
- Ducktails | ITA
- Eddie Nichols | USA
- Ettore Lauritano | ITA
- Extraordinaires | UK
- Fabulous Daddy | ITA
- Fabulous Harmonaires | USA
- Fantastic Four | ITA
- Five in Love with Betty | AUT
- Golden Hill Ramblers | USA
- Good Fellas | ITA
- Greg | ITA
- Hellcats | ITA
- Hi-Flyers |  ITA
- Hi-Fly Rangers | FIN
- Honolulu Hula Boys | ITA
- Honolulu Sixpack | GER
- Hormonauts | ITA/SCO
- Hot Potatoes | ITA
- Hot Tubes | ITA
- House Ghost Big Band | ITA
- Howlin' Lou and His Whip Lovers | ITA
- Hula Trio | F
- Hullabaloo | UK
- I Belli di Waikiki | ITA
- Ida Red & The Mountain Melody Stompers | GER
- Ike and The Capers | GER
- Inteli-gents | UK
- Jack Eager & The Ramshakles | ITA
- Jackie and his Loaders | ITA
- James Hunter Six | UK
- Jesse Al Tuscan & The Lumberjacks | GER
- Jets | UK
- Jive Aces | UK
- Jive Romeros | UK
- Johnny Trouble feat. Iris Romen | DE (Johnny Cash - June Carter duette)
- Johnny Loda | ITA
- Juke Joint Jump | UK
- Jumpin' Shoes | ITA
- Jumpin' Up | ITA
- Junior Marvel | NL
- Junior Watson USA
- Kid Ramos | USA
- Kim Lenz and The Jaguars | USA
- King Beans | GER
- King Kukulele | USA
- King Lion and the Braves | ITA
- King Louie Combo | CH
- Kitty Daisy and Lewis | UK
- Kool-A-Tones | ITA
- Lara Luppi | ITA
- Laura B. | UK
- Les Bandits Mancho | FRA
- Lil' Esther | NL
- Lil’ Gizelle | USA
- Little Rachel | USA
- Little Taver and his Crazy Alligators | ITA
- Lloyd Tripp and The Zipguns | USA
- Los Terribles de Tijuana | ITA
- Luky Linetti and The Thunderstorms | ITA
- Luky Stars | USA
- Lynette Morgan & The Blackwater Valley Boys | UK
- Marc Tortorici | USA
- Mars Attacks | AUT/CH
- Marti Brom | USA
- Matthew Lee | ITA
- Max Panconi Trio | ITA
- Metrotones | UK
- Mike Penny and The Moonshiners | DE
- Mike Sanchez | UK
- Miss Mary Ann | NL
- Mitch Woods | USA
- Nick Curran | USA
- Nico Duportal & Rhythm Dudes | FRA
- Nu Niles | ES
- Ocean's Seven | UK
- Original Jumpin' Shoes | ITA
- Paladins | USA
- P-51 Airplanes | ITA
- Pep Torres | USA
- Perry | ITA
- Pete Anderson | LV
- Ragtime Wranglers | NL
- Rapiers | UK
- Rattlesnakes | RUS
- Ray Collins' Hot Club | GER
- Red Cadillac| ITA
- Red Hot Lava | ITA
- Red Wagons | ITA
- Revolutionaires | UK
- Rhythm '55 | GER
- Rip Carson | USA
- Rob Ryan Roadshow | USA/GER
- Rollin' Miles | ES
- Rockin' Bonnie and the Rot Gut Shot | ITA
- Rockin' Eddie | ITA
- Roomates | UK
- Rosie Flores | USA
- Roy Kay Trio | USA
- Roy Rogers Band | ITA
- Ruby Ann | POR
- Sage & J.W. | USA
- Saints & Sinners | GER
- Scotty Tecce | USA
- Sean Mencher | USA
- Si Cranstoun | UK
- Slick Steve & the Gangsters | ITA/UK
- Smoky Joe Combo | FRA
- Smokestack Lightnin’ | DE
- Sophie Garner and Her Swing Kings | UK
- Smith's Ranch Boys | USA
- Spo-Dee-O-Dee | GER
- Spootniks | RUS
- Starliters | ITA
- Steam Rollers | ITA
- Steve Lucky and the Rhumba Bums | USA
- Sue Moreno | NL
- Sugar Ray Ford | UK
- Sunny Bottom Boys | GER
- Taildraggers | NL
- Texabilly Rokets | POR
- The Bricats | GER
- The Crystalairs | GER
- The Johnny Cash & June Carter Tribute Show | USA /EU
- The Keytones | UK
- The Montesas | GER
- The Western Spaghetti | ITA
- Tim Knuckey | AUS
- Tinstars | NL
- T-Model Boogie | ITA
- Tony Marlow | FRA
- Two Timin' Four | USA
- Veronica & Red Wine Serenaders | ITA
- Wayne Hancock | USA
- Welcome to the Django | ITA
- Wheels Fargo and The Nightingale | ITA
- Whistle Bait | FIN
- Wildfire Willie and The Ramblers | SW

Burlesque
- Dita Von Teese | USA
- Mosh | USA
- Betsy Rose | UK
- Eve La Plume | ITA
- Foxy Rouge | UK
- Miss Malone | UK
- Millie Dollar | UK
- Miss Honey Lulu | UK/ITA
- Vicky Butterfly | USA
- Beau Rocks UK
- Gypsy Wood | AUS
- Kitty Bang Bang UK
- Bianca Nevius | ITA
- The Bee’s Knees | UK
- Grace Hall | ITA
- Señorita Scarlet | UK
- Giuditta Sin | ITA
- Minuche Von Marabou | CH
- Lo Lou D’Vil | FIN
- Missy Fatale | UK
- Amber Topaz | UK
- Perle Noire | USA
- Polly Rae | UK
- Laurie Hagen | B/UK
- Banbury Cross | UK
- Betsy Rose | UK
- Lada Redstar | DE
- Annette Kellow UK
- Dolly Lamour | ITA
- Janet Fischietto | ITA
- Lady Flo | FRA
- Miss Honey Lulu | UK/ITA
- Mara De Nudèe | FRA
- Ulrike Storch | DE